# Yannick Péraste
Yannick Péraste, né en janvier 1988, est un guitariste et producteur français.

## Biographie

### Carrière
En 2020, il produit avec Willobeatz le titre Pour nous de Tayc et Vegedream. Il produit plusieurs morceaux pour Tayc sur l'album Fleur froide et Héritage pour Tayc et Dadju.

## Discographie
Liste non exhaustive.
- Diva de Ice Crimi
- Poussière de Sowers
- Sans thème (Remix) de Dadju
- Sans thème de Dadju
- Khabib de Ice Crimi
- Ok de Tayc
- Pour nous de Vegedream Or[3]
- No. de Tayc
- Comme toi de Tayc Platine[4]
- 5 ans de Tayc
- Toxic boy de Tayc Or[5]
- Umbrella de Tayc
- Hallyday de KANIS
- 6 . 4 de Tayc
- O G W I F E Y de Tayc
- C O M B L E U S E D E R Ê V E S de Tayc
- Tu me manques de Joé Dwèt Filé
- Avenir de Souffle Nouveau
- Ne doute pas de Marjinal
- REALISE de Abou Tall
- Je me souviens de tout de Tayc
- Quand tu dors de Tayc
- SOUVIENS-TOI de Abou Tall
- Room 69 (Acoustic version) de Tayc Platine[6]
- Un autre que moi de Warren Saada
- Dernier train pour Marseille de Abou Tall
- I love you de Dadju et Tayc Diamant[7]
- Bocca & Cuba Libre de Dadju et Tayc
- Avant l'hiver de Dadju et Tayc
- Epouse-moi de Dadju et Tayc
- LOOSE de dadju et Tayc
- Apprends-moi ! de Dadju et Tayc
- BATS-TOI de Abou Tall
- MAISON MARGIELA de Abou Tall
- BRISER de Abou Tall
- BOULEVARD MAGENTA de Ocevne
- MIEUX QUE LES AUTRES de Ocevne

## Filmographie
- 2024: Popstars sur Prime Video[8]